# Antoinette Bourignon
Antoinette Bourignon, née à Lille en 1616 et morte en 1680 à Franeker (Frise), est une écrivaine mystique, aux ambitions prophétiques et réformatrices.

## Biographie
Considérant avoir été appelée, au cours d'une vision mystique, à rétablir le véritable esprit évangélique, Antoinette quitte sa famille et sa ville natale, pour parcourir la Flandre, le Brabant, l'Alsace et la Hollande. Adonnée à l'illuminisme mais possédant des qualités de chef, elle s'attire des adeptes à Lille, Gand, Malines et Amsterdam. Ses activités d'agitatrice la rendent suspecte dans bien des villes - à Strasbourg, elle faillit être lapidée - et la contraignent à mener une vie errante. Elle en fera le récit dans Sa vie extérieure (1616-1661), seconde autobiographie écrite et publiée en 1688 à Amsterdam, havre de tolérance où cette catholique en rupture de ban aura trouvé refuge.

## Spiritualité
Ainsi qu'elle s'en est expliquée dans une première autobiographie, Sa vie extérieure (1616-1661) (Amsterdam, 1663), Antoinette est animée par la conviction que Dieu lui parle sans cesse : intérieurement dans le fond de l'âme; extérieurement dans des visions. Elle affirme avoir ainsi reçu l'ordre d'annoncer, avec la perte de l'esprit évangélique chez les représentants de l'Église, la disparition imminente de la foi dans le peuple, en punition des péchés de l'humanité. Sur le modèle du prophétisme biblique, son activité réformatrice consiste donc à dénoncer la situation et à inviter à la conversion, par la prédication comme par l'écriture. Ses ouvrages spirituels portent d'ailleurs des titres éloquents : Traité de l'aveuglement des hommes ou Du nouveau Ciel et du règne de l'Antéchrist. Leur ensemble ne compte pas moins de dix-neuf volumes dans l'édition qu'en a publiée le pasteur Pierre Poiret à Amsterdam en 1679.

## Postérité
Dès 1669, les œuvres d'Antoinette Bourignon ont été mises à l'Index : elles contiendraient des erreurs concernant la Trinité, le Christ et la liberté humaine; plus que la critique d'un certain establishment, ce qui a dû jouer dans la condamnation de la prophétesse, c'est le fait qu'elle n'a jamais recouru à aucune autorité ecclésiastique pour authentifier ses révélations et sa mission. Par ailleurs, les rééditions de la mise à l'Index en 1687 et 1757, indiquent une certaine pérennité de sa pensée, probablement due aux activités de son principal disciple, le calviniste Pierre Poiret, qui se serait inspiré des idées de la mystique pour son Économie de la nature (1686). Actuellement, un spécialiste de l'ésotérisme, Antoine Faivre, classe Bourignon et Poiret parmi les représentants de la théosophie aux Temps Modernes, voyant en eux des héritiers de Jakob Böhme.

## Œuvres
- Sa vie extérieure (1616-1661) (Amsterdam, 1663)
- Sa vie extérieure (1616-1661) (Amsterdam, 1688)
- Sa vie continuée, reprise depuis sa naissance et divine jusqu'à sa mort (Amsterdam, 1679)
- De l'aveuglement des hommes et de la lumière née en ténèbres.[6]
- Nouveau ciel et du règne de l'Antéchrist

### Études
- Marcel Viller (dir.), F. Cavallera (dir.), J. de Guibert (dir.) et al., Dictionnaire de spiritualité : ascétique et mystique, doctrine et histoire, vol. 1 : AA-Byzance, Paris, G. Beauchesne et ses fils, 1932-1995 (OCLC 2386331), « Bourignon Antoinette », p. 1915-1917